# Cuando-Cubango Futebol Clube
Cuando-Cubango Futebol Clube, ou simplesmente Cuando-Cubango FC, é um clube desportivo angolano da cidade de Menongue, na província angolana de Cuando-Cubango.
Em 2016, a equipa assegurou um lugar na Gira Angola (campeonato da segunda divisão de Angola) em 2016, depois de vencer o Campeonato Provincial de Futebol do Cuando-Cubango.
Em 2017, o clube classificou-se para a principal divisão angolana, o Girabola.

## Histórico
O clube foi fundado como "Grupo Desportivo Casa Militar do Cuando Cubango" em 12 de maio de 2009; em 1 de agosto de 2012 muda de nome, passando a chamar-se "Futebol Clube da Casa Militar". Em 2018, o clube decidiu mudar o nome mais uma vez, para Cuando-Cubango Futebol Clube.

## Conquistas
- Campeonato Provincial de Cuando-Cubango de Futebol: 1[3]